# Dragon Quest V
Dragon Quest V: Hand of the Heavenly Bride is een computerspel ontwikkeld door Chunsoft en uitgegeven door Enix voor de Super Famicom (Japanse SNES). Het rollenspel (RPG) is uitgekomen op 27 september 1992.

## Platforms
| Jaar | Platform      | Opmerking                           |
| ---- | ------------- | ----------------------------------- |
| 1992 | Super Famicom | Alleen uitgebracht in Japan         |
| 2004 | PlayStation 2 | Remake, alleen uitgebracht in Japan |
| 2008 | Nintendo DS   | Remake                              |
| 2014 | Android, iOS  |                                     |

## Trivia
- Het spel is opgenomen in het boek 1001 Video Games You Must Play Before You Die van Tony Mott.